# Karabas
Pour les articles homonymes, voir Carabas (homonymie).
Karabas ou Carabas (en grec Καραβᾶς) est un personnage simple d'esprit vivant à Alexandrie au Ier siècle, qui apparaît dans le Contre Flaccus du philosophe juif alexandrin Philon d'Alexandrie, au centre d'un épisode du conflit judéo-alexandrin qui agita la ville de 38 à 41.

## Parodie et troubles
Atteint de folie « douce et tranquille », il est l'acteur principal d'une parodie populaire visant, parmi d'autres démonstrations, à humilier les Juifs d'Alexandrie, alors qu'Hérode Agrippa, le nouveau roi des Juifs, fait étape dans cette ville au cours de l'été 38, avant de se rendre dans les territoires de son nouveau royaume.
Cette parodie, qui fait défiler le simplet entouré de jeunes gens en guise de gardes, habillé de nattes en guise de manteau royal, affublé d'une couronne de papyrus et d'un roseau en guise de sceptre, se déroule dans le gymnase, peut-être en présence du roi Agrippa et du gouverneur Flaccus. Dans une ambiance anti-juive qui dure depuis quelque temps déjà, l'attitude apparemment permissive du préfet envers cet acte de dérision dégénère en une flambée de violence et occasionne une ambassade des différents partis auprès de l'empereur Caligula, qui se solde par un échec pour les Juifs alexandrins.
Les Grecs opéraient régulièrement de telles mises en scène « pour stigmatiser dans l'autre une différence irréductible et un danger ». On trouve des conduites de mépris et des mises en scènes dérisoires similaires par ailleurs dans la littérature antique, dont un épisode du Nouveau Testament qui met en scène Jésus de Nazareth pris à partie et tourné en dérision dans les quartiers des soldats romains, peut-être perçu par l’administration romaine de Palestine comme un prétendant à la royauté. Plusieurs chercheurs rapprochent cet épisode du Nouveau Testament et le récit du Flaccus .

## Le texte de Philon d'Alexandrie
« Ces discours irritèrent Flaccus; néanmoins, en public, il se montrait affable et prévenant pour Agrippa, dans la crainte d’offenser celui qui l’envoyait, mais en secret sa jalousie et sa haine se faisaient jour. N’osant pas agir en face, il outragea indirectement le roi. [...] »

« Il y avait à Alexandrie un fou, nommé Karabas, non pas de ceux dont la folie sauvage et furieuse se tourne contre eux-mêmes ou contre ceux qui les approchent; il était d’humeur douce et tranquille. Ce fou, bravant le froid et le chaud, errait jour et nuit dans les rues, servant de jouet aux jeunes gens et aux enfants désœuvrés. On traîna ce misérable au gymnase, là on l’établit sur un lieu élevé afin qu’il fût aperçu de tous. On lui plaça sur la tête une large feuille de papyrus en guise de diadème, sur le corps une chlamyde (ou une natte grossière selon la traduction de Delaunay) en guise de manteau; quelqu’un ayant vu sur le chemin un roseau, le ramassa et le lui mit dans la main en place de sceptre. Après l’avoir orné ainsi des insignes de la royauté et transformé en roi de théâtre, des jeunes gens, portant des bâtons sur leurs épaules, formèrent autour de sa personne comme une garde; puis les uns vinrent le saluer, d’autres lui demander justice, d’autres lui donner conseil sur les affaires publiques. La foule environnante l’acclama à grande voix, le saluant du titre de Marin, mot qui en syriaque signifie, dit-on, prince. Or ils savaient bien qu’Agrippa était d’origine syrienne, et que la plus grande partie de son royaume était en Syrie. »

## Hypothèses
Plusieurs hypothèses ont été émises sur l'origine de ce nom qui ne connait pas de précédent pour désigner ce personnage qui était probablement d'origine juive donc potentiellement porteur d'un nom d'origine araméenne. Dans l'édition du texte établie à la fin du XIXe, le philologue allemand Léopold Cohn conjecturait qu'il fallait y voir le nom araméen « Barabbas », tandis que l'exégète George Herbert Box  le faisait dériver du terme araméen karaba' signifiant « choux », ce qui serait alors un surnom dans une traduction que retiennent des chercheurs plus récents,,.
D'autres auteurs y voient un nom d'origine grecque à l'instar du philologue André Pelletier qui le fait dériver du mot κάραβος qui désigne un petit bateau qui aurait donné le surnom « celui qui est propriétaire d'un ou plusieurs bateaux » dans une hypothèse qui peine à convaincre d'autant que le mot κάραβος désigne également un scarabée ou une écrevisse, d'où pourrait dériver un surnom désignant quelqu'un qui marche de manière particulière.
Pour l'écrivain Bernard Dubourg, suivant hypothèse d'un érudit du XIXe dénommé Hyacinthe Husson selon laquelle le nom « Karabas » du texte de Philon proviendrait de l'hébreu keroub (« chérubin »), l'épisode serait en fait une interpolation de l'épisode néotestamentaire au cours duquel Jésus de Nazareth est moqué par les soldats romains, « Karabas » étant mis à la place de « Barabbas ». Selon l'écrivain Marc Soriano, suivant Husson et le folkloriste Émile Nourry, le nom aurait en outre été repris pour forger le nom du marquis de Carabas qui figure dans le conte du Chat Botté.